# Protectorat français au Maroc
1912–1956
Entités précédentes :
- Empire chérifien

Entités suivantes :
- Empire chérifien

Le protectorat français au Maroc (en arabe : حماية فرنسا في المغرب, Ḥimāyat Faransā fi-l-Maḡrib) ou protectorat français dans l’Empire chérifien est le protectorat qui est exercé par la France dans l’Empire chérifien (l’actuel royaume du Maroc). Ce protectorat se place au plus largement au sein de l’Empire colonial français. On désigne parfois d’« Afrique française du Nord » (AFN), l’ensemble géographique constitué avec l’Algérie française (1830-1962) et le protectorat français de Tunisie (1881-1956).
Il est mis en place par le traité de Fès conclu à Fès, le 30 mars 1912, entre le sultan du Maroc Moulay Abdelhafid et la Troisième République française représentée par le diplomate Eugène Regnault. La fin de ce protectorat, dont l’arrivée fut annoncée au Maroc par le sultan Sidi Mohammed ben Youssef — futur roi Mohammed V — lors de son discours du Trône du 18 novembre 1955 (date retenue pour la Fête nationale de l’indépendance), fut actée avec la Quatrième République le 2 mars 1956.
Parallèlement, fut instauré un protectorat espagnol au Maroc, sur la base d’une convention signée le 27 novembre 1912 entre la France et l’Espagne à Madrid, et le retour à la souveraineté du Maroc fut officiellement reconnu par l’Espagne près d’un mois après la France, le 7 avril 1956.

## Histoire

### Avant le protectorat (1844-1912)
À partir de 1844, plusieurs épisodes se succèdent impliquant le Maroc, la France et les puissances européennes. Ils se soldent par la tenue de la conférence d’Algésiras en 1906 qui place le Maroc sous observation internationale, qui a eu lieu à la suite de la première crise marocaine qui a commencé en 1905. La conférence a commencé le 16 janvier en 1906 et toutes les grandes puissances européennes y étaient représentées. Cette conférence avait pour seul but de décider ce qui devait être fait en ce qui concerne le Maroc, l’un des rares pays africains n’ayant pas encore été sous l'autorité d'une puissance européenne.

#### Conflit franco-marocain de 1844
Les premières tensions entre la France et le Maroc remontent à 1840, à la suite du soutien que les Marocains accordaient à Abd el-Kader dans sa lutte contre l’avancée française en Algérie. Ces tensions sont au sommet en 1843, quand les forces françaises poursuivent une colonne de combattants d’Abd el-Kader à l’intérieur du territoire marocain. La construction d’un fort français à Maghnia, une localité considérée par les Marocains comme faisant partie de leur territoire, attise les tensions et une première escarmouche a lieu en mai 1844, quand le fort est attaqué par des guerriers tribaux qui sont finalement repoussés.
Face aux tensions, le gouverneur-général Thomas Robert Bugeaud insiste face aux Marocains sur la nécessité de la démarcation de la frontière entre le Maroc et les possessions françaises d’Algérie et de l’arrêt de leur soutien à Abd el-Kader. Les Marocains ne donnant suite aux requêtes françaises, le gouvernement du roi Louis-Philippe décide de procéder à une démonstration de force en envoyant une flotte de guerre, commandée par le prince de Joinville, bombarder Tanger le 6 août 1844, avant de mettre le cap sur Mogador.
La flotte du prince de Joinville arrive en vue de Mogador le 10 août mais ne peut reprendre les opérations que cinq jours plus tard en raison d’une forte tempête. Le 15 août au matin, les défenses de la ville et de l’île de Mogador sont neutralisées et la cité est occupée. Entretemps sur terre, les Marocains subissent une défaite cinglante à Isly.
À la suite de la défaite marocaine, le traité de Tanger est signé un mois plus tard, le 10 septembre 1844. Le Maroc reconnaît la présence française en Algérie et cesse tout soutien officiel à Abd el-Kader — déclaré hors-la-loi au Maroc et en Algérie — et entérine le tracé de sa frontière avec l’Algérie. Mogador est évacuée le 16 septembre et les frontières entre le Maroc et les possessions françaises d’Algérie sont définitivement fixées par le traité de Lalla Maghnia, signé entre les représentants des deux parties le 18 mars 1845.

#### Conférence de Madrid (1880)
Conférence demandée par le sultan Hassan Ier afin de redonner un point de vue sur les pays qui ont des particularités dans le Maroc mais qui a fini par donner encore plus de caractéristiques pour la France et l’Espagne.

#### Conquête des confins algéro-marocains (1890-1901)
- 29 mars 1903 : combat de Ksar el Azoudj

#### Pacte de Carthagène (1907)
Le 16 mai 1907, l’Espagne s’aligne à l’Entente cordiale par le biais du pacte de Carthagène (es). L’Espagne rejoint ainsi le camp anglo-français contre les ambitions allemandes au Maroc, tandis que les trois pays reconnaissent leurs intérêts respectifs et leurs sphères d’influence.

#### Coup d’Agadir (1911)
Le « coup d’Agadir » ou « incident d’Agadir » est une crise diplomatique et militaire survenue en 1911 entre la France et l’Allemagne pour le contrôle du Maroc.
Depuis la seconde moitié du XIXe siècle, les grandes puissances européennes se disputent les territoires coloniaux en Afrique et en Asie afin d’affirmer leur pouvoir politique, économique, militaire et diplomatique. La crise d’Agadir se déroule dans ce contexte.
Dès le début du XXe siècle, la France et l’Allemagne s’affrontent pour le contrôle du Maroc, le seul pays nord-africain qui n’est pas encore sous domination européenne. En 1904, avec la signature de l’Entente cordiale, le Royaume-Uni soutient la politique française au Maroc en échange du soutien français en Égypte. En 1905, l’empereur allemand Guillaume II se rend à Tanger pour contester la présence française croissante au Maroc, prétendant protéger son indépendance. En réalité, l’Allemagne cherche également à contrôler le Maroc dans le cadre de la « course aux colonies ».
Au fil des années, la France parvient néanmoins à renforcer son emprise économique et politique sur le Maroc. En 1911, à la demande du sultan menacé par une révolte berbère, la France organise une expédition militaire à Fès. En réponse, l’Allemagne envoie une canonnière à Agadir le 1er juillet 1911, estimant que la France s’immisce trop dans les affaires internes du Maroc.
Cet événement déclenche une deuxième crise marocaine après celle de 1905, qui se conclut en faveur de la France. Des accords franco-allemands sont signés : l’Allemagne ne s’oppose plus au protectorat français sur le Maroc, tandis qu’en échange, elle reçoit une partie du Congo français qui est rattachée au Cameroun allemand.
Le « coup d’Agadir » fait partie des grandes crises internationales qui ont contribué à l’escalade des tensions politiques et militaires à la veille de la Première Guerre mondiale.

### Période du protectorat (1912-1956)

#### Traité de Fès (1912)
Le mouvement de protestation qui éclate à Fès à la suite de l’établissement du protectorat est écrasé dans le sang par l’armée française.

#### Pacification du Maroc (1912-1934)

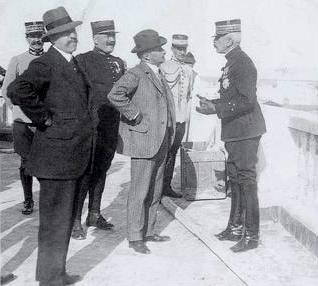
Paul Deschanel, président de la Chambre des députés et spécialiste des questions coloniales, conversant avec le résident général au Maroc, Hubert Lyautey (Casablanca, 1914).

Après les révoltes urbaines, c’est au tour des tribus rurales de lutter contre l’armée française. L’insurrection du Rif conduite par Abdelkrim el-Khattabi proclame la république. L’historien Pierre Vermeren souligne qu’il faut « vingt-deux ans de guerre pour soumettre l’ensemble des tribus berbères à l’autorité du sultan désormais défendue par le protectorat ».

#### Protocole de Tanger (1923)
Le Protocole de Tanger est un traité signé par la France, l’Espagne, et le Royaume-Uni (auxquels s’ajouteront par la suite l’Italie, le Portugal, la Belgique, les Pays-Bas, et la Suède) par lequel la ville de Tanger et ses proches alentours au Maroc devinrent la zone internationale de Tanger.

#### Promulgation du Dahir berbère (1930)

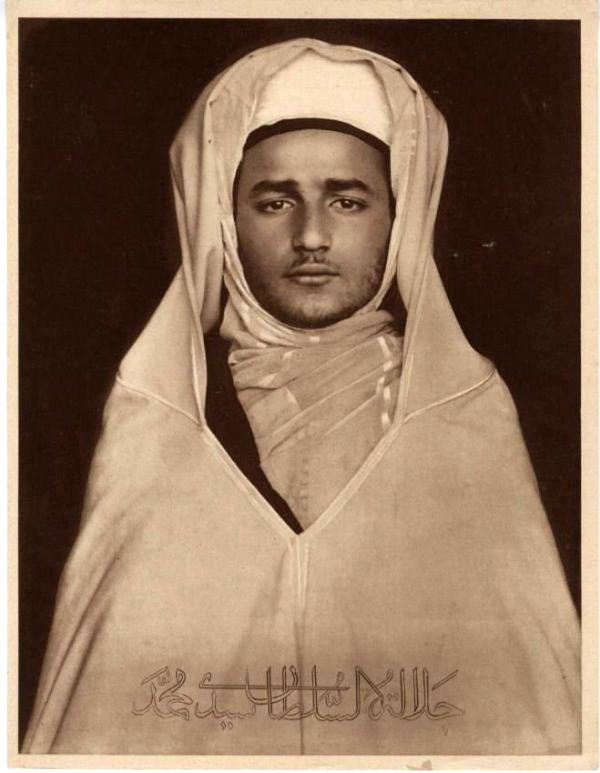
Le sultan Mohammed Ben Youssef, futur roi Mohammed V, ici en 1927.

En mai 1930, la France impose au sultan Mohammed Ben Youssef le « dahir berbère ». Celui-ci précise que les tribus berbères doivent dorénavant se soumettre au droit pénal émis par les juridictions françaises, ce qui est vécu par une large partie de la population comme une tentative de la France de briser la nation marocaine.

#### Naissance du Mouvement national marocain (1930)
Le 2 août 1926, Ahmed Balafrej crée « la Société des amis de la vérité » à Rabat, première forme d’organisation nationaliste marocaine, autant société secrète que club de discussion politique,.
Ensuite, un mouvement nationaliste est créé, essentiellement pour lutter contre le Dahir berbère, imposé par les autorités du protectorat français, qui enlève au sultan Mohammed V son pouvoir de juridiction sur les tribus d’origine berbère et établit une ségrégation ethnique, au risque de faire disparaitre les derniers symboles de la souveraineté nationale. La publication du Dahir entraîne une grande agitation au Maroc et dans tout le monde musulman, avant que, sous la pression, il ne soit vidé de sa substance en 1934,,.
Avant de parvenir au Palais royal (Rabat) (Dâr-al-Makhzen), le texte préparé par la France devait être traduit en langue arabe. C’est ainsi que le texte arrive en 1930 entre les mains d’un Salétin, Abdellatif Sbihi, qui en mesure rapidement la gravité et alerte ses compagnons nationalistes. Ils y voient une tentative de division du peuple marocain, notamment à la lecture de l’article 6 sur la volonté mal déguisée d’assimiler et de christianiser, à plus ou moins brève échéance, une composante essentielle de la population.
Le premier parti politique nationaliste marocain, fondé en 1934 et regroupant toutes les cellules de jeunes activistes des villes, est nommé « Comité d’action marocaine » (CAM). Animé par Allal El Fassi, Mohamed Hassan Ouazzani et Ahmed Balafrej, il élabora un « plan de réformes » qui, sans remettre en cause le principe du protectorat, s’en prit à ses déviations et à l’administration directe,.
Un problème de leadership entre El Fassi et El Ouazani oblige ce dernier à quitter le CAM et à fonder son propre parti, la Haraka Al Kaoumia (« Mouvement patriotique »), ancêtre du Parti démocratique de l’indépendance. El Fassi crée en 1936 Al-Hizb al-Watani (« Parti national »), futur Parti de l’Istiqlal,,,.
C’est donc en 1937 que les premières formations politiques marocaines modernes ont vu le jour : au nord, Mohamed Mekki Naciri et Abdelkhalek Torres fondent respectivement le Parti d’unité marocaine et le Parti des réformes nationales,,.

#### Manifeste de l’indépendance (1944)
Le 8 novembre 1942, pendant la Seconde Guerre mondiale, les Anglo-américains envahissent le Maroc dans le cadre de l’opération Torch. La France libre reprend le contrôle d’une administration coloniale française largement pétainiste et collaborationniste. Cet événement suscite la satisfaction des nationalistes marocains.
En janvier 1943, le sultan Mohammed Ben Youssef, de fait prisonnier de l’administration du protectorat mais qui n’avait publiquement manifesté aucune sympathie pour l’Allemagne hitlérienne, et a protégé les Juifs marocains de toute disposition légale et réglementaire antisémite, se voit confirmer le soutien des États-Unis à l’indépendance du Maroc, une fois la guerre finie, par le président Roosevelt en marge de la conférence d’Anfa.
Le 18 décembre 1943, les anciens cadres encore en liberté du Parti national interdit en 1937 organisent clandestinement à Rabat le congrès fondateur du Parti de l’Istiqlal.
La version originale du Manifeste de l’indépendance est rédigée dans l’ancienne médina de Fès (chez « DarMekouar ») par Ahmed El Hamiani Khatat et Ahmed Bahnini, avocats du parti. Ensuite amendé par leurs compagnons, le manifeste en fait le programme du Parti qui mènera le Maroc à l’indépendance.
Le 11 janvier 1944, alors que l’issue incertaine de la guerre semblait malgré tout évidente aux plus lucides, 66 Marocains prennent le risque énorme à l’époque de signer un manifeste public revendiquant l’arrêt de toutes les dispositions consécutives au protectorat et demandant la pleine indépendance du Maroc.
La réaction de la Résidence française à Rabat fut immédiate : une forte pression fut exercée sur le sultan Mohammed Ben Youssef pour qu’il condamne publiquement le Manifeste et il fut procédé à l’ arrestation de tous les signataires connus et de nombreux nationalistes, déjà fichés par les services de la police française au Maroc.
Dans la nuit du 28 au 29 janvier 1944, des membres du Parti national sont arrêtés à Rabat sous prétexte d’intelligence avec les forces de l’Axe.
À la suite de ces premières arrestations, des manifestations et des soulèvements de protestations secouent le pays et se soldent par de nombreuses victimes et de nombreuses arrestations, en particulier dans les villes de Casablanca, Fès, Rabat et de Salé. Les tribunaux militaires condamnent à mort de nombreux résistants.
L’indignation suscitée par leur exécution associée à l’admiration portée aux signataires du Manifeste seront les éléments déclencheurs d’une déferlante populaire qui trouvera son issue onze ans plus tard.

#### L’armée de libération nationale et guerre d’indépendance
L’Armée de libération nationale (Maroc) fondée d’après une idée d’Abdelkrim el-Khattabi (Comité de Libération du Maghreb) est issue au départ de l’Istiqlal et chapeautée politiquement par le comité de Tétouan. Elle viendra se greffer sur un début de révolte de la tribu Igzenayen consécutif à la non-signature par ses chefs (sur ordre de Mohand ben Messaoud Ababou) des pétitions lancées par les Caïds de l’Atlas, visant à déposer le sultan Mohammed Ben Youssef (futur M5 ) au profit de Mohammed ben Arafa, imposé par la France et le Glaoui,,,. À partir de 1953 et la nomination du capitaine Taddi à Boured, la tribu connaitra une période d’extrême tension entre ses chefs et les autorités françaises.
Profitant de la proximité de la zone espagnole et de la protection de Cheikh Messaoud, L’ALN sera en mesure de s’entrainer en plein territoire des Asht Assem des Igzenayen de 1954 à son premier coup d’éclat, l’attaque simultanée de trois bureaux indigènes (Boured, Tizi Ouasli, Imouzzer Marmoucha) dont la principale à Boured le 2 octobre 1955. Ce fut le commencement de la guerre d’indépendance aussi appelée « La deuxième guerre du Rif »,. Les combats, d’une rare intensité et mobilisant 15 000 soldats français dureront jusqu’au mois de mars 1956, principalement sur le territoire des Igzennayen (le front rifain étant le seul à se développer), et au retour du Roi puis à la proclamation de l’indépendance à travers les accords d’Aix-les-Bains en 1955,,.
L’ALN a été fondée politiquement par des gens de tout le Maroc (Abbas, Khatib etc), le Chef des opérations était Hassan Zkriti (Igzenayen), le Chef Militaire Mohamed Ghabouchi ( Igzennayen) et le coordinateur front nord (principalement depuis Nador) était Abbas Mesaaâdi cependant l’immense majorité de ses troupes combattantes et de ses commandants (Mohamed Ghabbouchi, Hassan Zkriti, Massoud Akjoud, Akoudad etc.) étaient issus de Igzennayen, Ait Ammart et dans une moindre mesure Ait Ouriaghel,,À son plus fort elle est composée de près de 5 000 hommes.
Le 29 mars 1956, à la suite de l’appel au calme du sultan Sidi Mohammed ben Youssef après l’annonce de l’indépendance du Maroc, le haut commandement de l’ALN en accord avec le Mouvement de la Résistance annonce dans un tract la cessation provisoire des opérations militaires notamment dans le Rif, tout gardant ses positions jusqu’à ce que la souveraineté marocaine soit entièrement libérée sans condition ni réserve. Le 31 mars, le sultan reçoit trente chefs de l’ALN, venant des secteurs du Rif, du Maroc oriental, de l’Atlas et des confins algéro-marocains, confirmant leur allégeance et obéissance à la monarchie et l’ALN est intégrée officiellement au Far le 14 mai 1958, elle est alors composée des effectifs de l’ALN et l’ALN sud (ALNS).

#### Révolution du Roi et du Peuple (1953-1955)
La tension est très forte dès la fin de l’année 1952, qui voit se dérouler les Émeutes des 7 et 8 décembre 1952 à Casablanca, causant de cent à trois cents morts selon les historiens,. Les libéraux du Maroc, rassemblés autour du quotidien Maroc-Presse d’Antoine Mazzella et Jacques Lemaigre Dubreuil dénoncent alors la répression qui suit, notamment lors de l’exil forcé du sultan du Maroc.
Le début de la Guerre d'Algérie contraint la France à rechercher un compromis avec les nationalistes marocains pour éviter un embrasement régional. Lors de la conférence d’Aix-les-Bains en aout 1955, les représentants marocains négocient le retour du roi, alors exilé par la France à Madagascar, et la prochaine indépendance du pays. Dans la même période est annoncée la création d’une Armée de la libération du Maghreb (ALM), regroupant des combattants marocains et algériens, avec pour objectif « la réalisation totale de l’indépendance pour les pays du Maghreb arabe ». Cette annonce accentue les craintes de Paris contraint à accélérer le processus d’indépendance du Maroc afin de sauvegarder sa propre autorité en Algérie.

#### Déclaration de La Celle-Saint-Cloud (6 novembre 1955)
Une entrevue à La Celle Saint-Cloud le 6 novembre 1955 entre le sultan Mohammed ben Youssef, parvenu en France le 31 octobre, et Antoine Pinay donne lieu à un communiqué concernant la formation d’un nouvel État marocain chargé de conduire des négociations destinées à « faire accéder le Maroc au statut d'État indépendant uni à la France par les liens permanents d'une interdépendance librement consentie et définie ». Le processus de transition vers l’indépendance officielle du Maroc est ainsi mis en place. Les accords signés mettent fin à l’exil de Ben Youssef et déclarent son retour au pouvoir (il avait été remplacé sur le trône par son oncle, Mohammed ben Arafa),.

## Institutions

### Régime politique
Selon The American Journal of International Law, « le traité ne remet pas en cause l'existence indépendante du Maroc, au sens où il n'est pas annexé en tant que province ou que département. Son existence territoriale doit être maintenue, la souveraineté du sultan doit être protégée et ses droits reconnus, mais d'un point de vue international, le Maroc perd son indépendance et son égalité avec d'autres nations ». Selon la Cour internationale de justice, il s’agit d’un « accord de nature contractuelle » entre les deux pays, qui ne remet pas en question la souveraineté du Maroc.
Dans les faits, le pouvoir exécutif est incarné par le résident général, représentant de la France, qui dispose d’une assez large liberté de manœuvre. Le sultan et le Makhzen sont maintenus comme éléments symboliques de l’Empire chérifien, l’autorité réelle étant exercée par le résident et ses fonctionnaires et officiers (contrôleurs civils et militaires). À la suite du départ de Lyautey en 1925, la résidence devient néanmoins sensible aux pressions exercées par les puissants groupes d’influence coloniaux, représentés par les patrons de la grande industrie et par les Chambres françaises d’agriculture du Maroc.

## Démographie

### Éducation
Hubert Lyautey et ses collaborateurs, pour des raisons politiques et dans un souci d’efficacité, ont créé un système d’enseignement à deux niveaux, l’un destiné aux « fils de notables », l’autre pour la majorité de la population maintenant l’instruction religieuse préexistante. Vers 1920, le nombre d’enfants fréquentant les écoles coraniques est estimé à 100 000 parmi les 800 000 enfants en âge scolaire. Parmi ceux-ci environ 10 000 apprenaient à lire et à écrire. Devant la concurrence de l’enseignement français, des Marocains cultivés ont imposé des programmes rénovés incluant des matières non religieuses et un meilleur apprentissage de l’arabe,.
Lyautey voulut former une élite sur laquelle le gouvernement français puisse par la suite s’appuyer pour gouverner. Dans ce but, au niveau élémentaire existait des « écoles de fils de notables » et au niveau secondaire des collèges franco-musulmans qui furent fondés dès 1915 un à Fès, l’autre à Rabat. Désireux de préserver la culture autochtone, il prescrivit d’enseigner en arabe un certain nombre de matières : grammaire, littérature. La théologie est enseignée car l’enseignement religieux garde une place importante. Les autres disciplines, notamment scientifiques, sont enseignées en français.
Rapidement, le public des écoles françaises se transforme, les familles de condition moyenne ou pauvre voyant dans l’enseignement un moyen pour s’élever dans la société. À partir de 1930, une section nouvelle prépare au baccalauréat. Le latin, sésame des études supérieures, est enseigné. Peu après, des dérogations autorisent les Marocains à s’inscrire dans les lycées français.
Les autorités mettent également en place un enseignement franco-berbère qui a notamment pour but de protéger les Berbères de l’influence arabe. En 1928, il y six écoles franco-berbères. Néanmoins, le collège d’Azrou s’attire la colère des nationalistes marocains qui redoutent la dissidence des populations berbères et qui réclament un enseignement unique pour tous les Marocains.
L’éducation est ainsi essentiellement réservée aux enfants des notables et seule une très petite minorité d’enfants issus des milieux populaires y accèdent. Dans les années 1930, le Maroc ne compte qu’une vingtaine de bacheliers par an.
La scolarisation des Juifs marocains est laissée presque entièrement aux soins de l’Alliance israélite universelle qui l’avait entreprise dès 1864 : quelques écoles primaires franco-isràélites sont néanmoins créées pour compenser les lacunes de cet enseignement.

## Économie

### Transports et communications
- Histoire du transport ferroviaire au Maroc
- Histoire philatélique et postale du Maroc